# Rozalén del Monte
Rozalén del Monte és un municipi de la província de Conca, a la comunitat autònoma de Castella-La Manxa.

## Demografia
| 1991 |  | 1996 |  | 2001 |  | 2004 |
| ---- |  | ---- |  | ---- |  | ---- |
| 162  |  | 126  |  | 112  |  | 98   |